# Milan Poštulka
Milan Poštulka (* 22. září 1967) je bývalý český fotbalista, záložník. Jeho otcem je ligový fotbalista Milan Poštulka a bratrem fotbalista Marek Poštulka.

## Fotbalová kariéra
Hrál za VTJ Tábor, FC Petra Drnovice, FC Baník Ostrava a FC Vítkovice. V české lize nastoupil v 113 utkáních a dal 10 gólů. V roce 1993 dostal po užití "karamelek" (Gli-coramin) pro zlepšení dechu od trenéra Dejmala, které obsahovaly niketamid, dvouletý zákaz činnosti za doping (stejně jako spoluhráč Rostislav Prokop), po trestu se vrátil, ale do bývalé formy se podle vlastních slov již nedostal.

## Ligová bilance
| Ročník                          | Zápasy | Góly | Klub              |
| ------------------------------- | ------ | ---- | ----------------- |
| 1. česká fotbalová liga 1993/94 | 12     | 4    | FC Petra Drnovice |
| 1. česká fotbalová liga 1995/96 | 14     | 0    | FC Petra Drnovice |
| 1. česká fotbalová liga 1996/97 | 11     | 0    | FC Petra Drnovice |
| 1. česká fotbalová liga 1996/97 | 12     | 0    | FC Baník Ostrava  |
| Gambrinus liga 1997/98          | 24     | 2    | FC Baník Ostrava  |
| Gambrinus liga 1998/99          | 29     | 3    | FC Baník Ostrava  |
| Gambrinus liga 1999/00          | 11     | 1    | FC Baník Ostrava  |
| CELKEM                          | 113    | 10   |                   |